# Cerodontha angustipennis
Cerodontha angustipennis este o specie de muște din genul Cerodontha, familia Agromyzidae, descrisă de Harrison în anul 1959. Conform Catalogue of Life specia Cerodontha angustipennis nu are subspecii cunoscute.